# أغنية من أجل ليا (رواية)
أغنية من أجل ليا (بالإنجليزية: A Song for Lya)‏ هي رواية خيال علمي للكاتب الأمريكي جورج ر. ر. مارتن. نُشرت في مجلة الخيال العلمي التناظري والواقع عام 1974 وحصلت على جائزة هوغو لأفضل رواية عام 1975. كما تم ترشيحها لجائزة نيبولا لأفضل رواية عام 1975 وجائزة جوبيتر لأفضل رواية، وحصلت على المركز الثاني في استطلاع لوكوس.

## الحبكة
في المستقبل البعيد، في زمن انتشار الإنسان في أنحاء المجرَّة وسفره بين النجوم ولقائه مختلف المخلوقات من عوالم أخرى، تُقام مستوطنة بشريَّة على كوكب حديث الاكتشاف، يَسكُنه أناس بُسطاء مسالمون ما زالوا يعيشون في حقبتهم البدائيَّة منذ آلاف السّنين، ويُؤمنون جميعًا بديانةٍ واحدة. يستقبل الإشكين البشر بترحاب ويسمحون لهم بالعيشِ بينهم، ولكن سرعان ما يُكتشف أن ديانتهم تنطوي على نوع غريب جدًا من الانتحار، يُقبلون عليه في نهاية حياتهم بكل سرورٍ وإقدّام، وهو ما يدفع القيادة البشريَّة لاستدعاء المحقَقيْن صاحبي القدرات النّفسية الفائقة، روب وليانا، للإجابة عن سؤالٍ في غاية الأهميَّة: لماذا بدأ البشر بدورهم يعتنقون تلك الدّيانة الفضائية الغامضة؟
في مقالته «ضوء النجوم البعيدة»، قال مارتن إنها مستوحاة من أول قصة حب جادة خاضها.

## الارتباطات بأعمال أخرى
تدور أحداث أغنية من أجل ليا في نفس عالم «الألف عالم» الخيالي مثل العديد من أعمال مارتن الأخرى، بما في ذلك موت الضياء وملوك الرمال وطيور الليل و«طريق الصليب والتنين» والقصص التي تم جمعها في رحلة توف.
في سلسلة كتبه اللاحقة أغنية الجليد والنار، استُخدمت أسماء روب وليانا للإشارة إلى عضوين من آل ستارك، روب ستارك هو ابن إدارد ستارك وليانا ستارك هي أخت إدارد الصغرى، وكذلك لشخصية ليانا مورمنت الصغيرة. بالإضافة إلى ذلك، فإن الحياة الآخرة والوعي الجماعي داخل الجريشكة في أغنية من أجل ليا يوازي الحياة الآخرة والوعي الجماعي داخل أشجار الويروود التي وصفها أطفال الغابة في أغنية الجليد والنار.

## وصلات خارجية
- أغنية من أجل ليا على كتب جوجل